# Вальтер, Нико
Нико Вальтер (нем. Nico Walther, 7 июня 1990) — немецкий бобслеист-пилот, выступающий за сборную Германии с 2013 года, серебряный призёр зимних Олимпийских игр 2018 года и чемпионата мира 2015 года в четвёрках.

## Спортивная карьера
| Соревнование/Сезон           | Дисциплина | 2013/14 | 2014/15 |
| ---------------------------- | ---------- | ------- | ------- |
| Чемпионат мира               | Двойки     |         | 10      |
| Чемпионат мира               | Четвёрки   |         | 2       |
| Чемпионат мира среди юниоров | Двойки     | 1       |         |
| Чемпионат мира среди юниоров | Четвёрки   | 4       |         |

В первом же своём сезоне 2014/2015 года в Кубке мира одержал победу в четвёрках на этапе в Альтенберге.